# Индијана мед антси
Индијана мед антси (енгл. Indiana Mad Ants) амерички су кошаркашки клуб из Индијанаполиса у Индијани. Клуб се такмичи у НБА развојној лиги и тренутно је филијала НБА тима Индијана пејсерси.

## Успеси
- НБА развојна лига:
  - Првак (1): 2013/14.
  - Финалиста (1): 2015/16.

## Познатији играчи
- Ерик Грин
- Оливер Лафајет
- Џон Лукас III
- Сами Мехија
- Лук Харангоди
- Вилијам Шихи